# 奥蒂塞伊堂区教堂
奥蒂塞伊堂区教堂（Pfarrkirche St. Ulrich in Gröden）位于意大利南蒂罗尔加尔代纳山谷的奥蒂塞伊镇，以主显节和圣乌尔利希命名。
该堂建于 1792 年-1796 年，属于新古典主义建筑风格，由蒂罗尔建筑师 Joseph Abenthung 设计，带有一些巴洛克元素，绘制穹顶内部壁画的是蒂罗尔画家方济各沙勿略基尔希格贝纳（Franz Xaver Kirchebner）和约瑟基尔希格贝纳 （Josef Kirchebner）兄弟。教堂的平面呈拉丁十字形，单中殿，侧面的两个小堂，分别供奉耶稣圣心和玫瑰圣母。

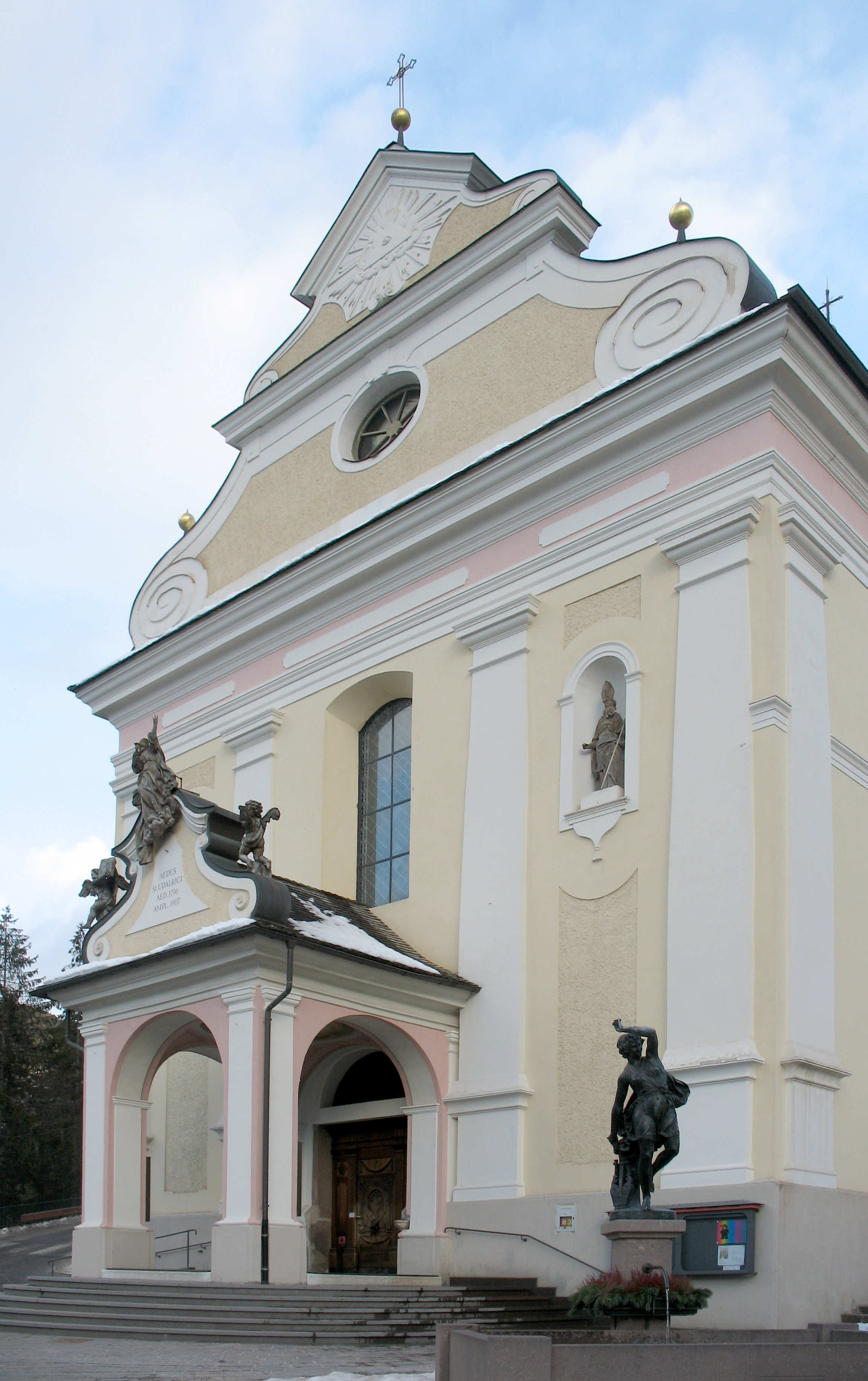
立面
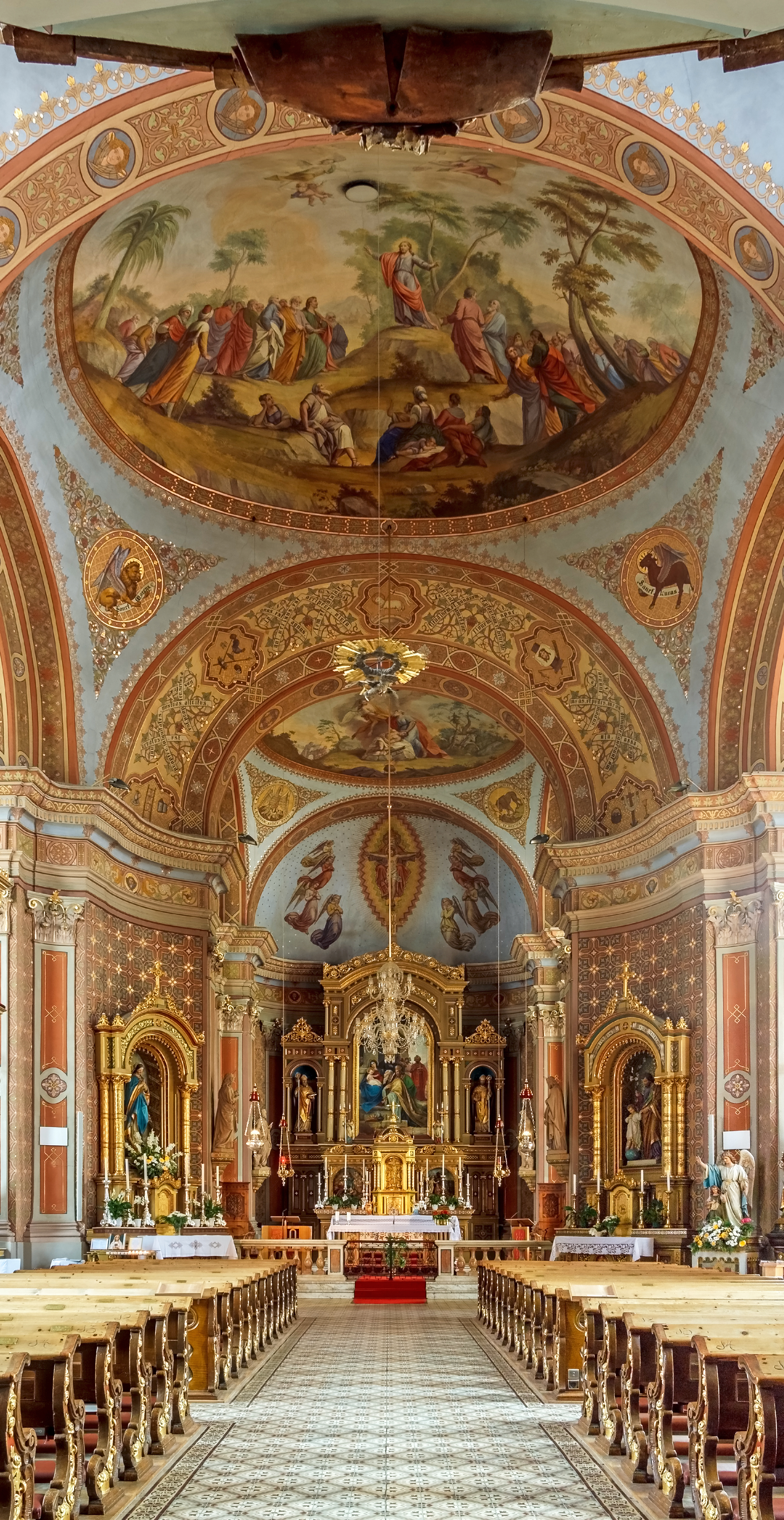
中殿
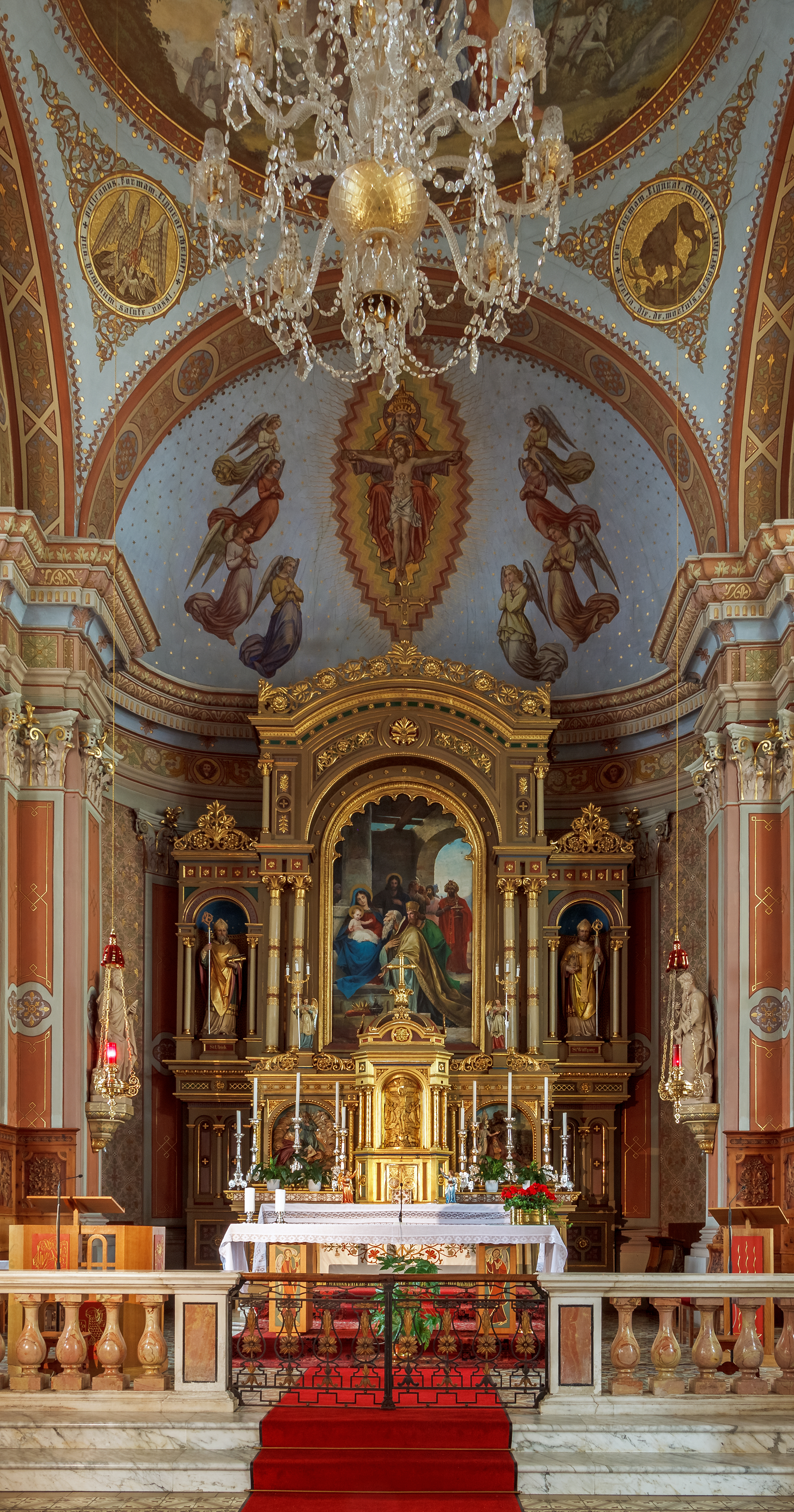
正祭台
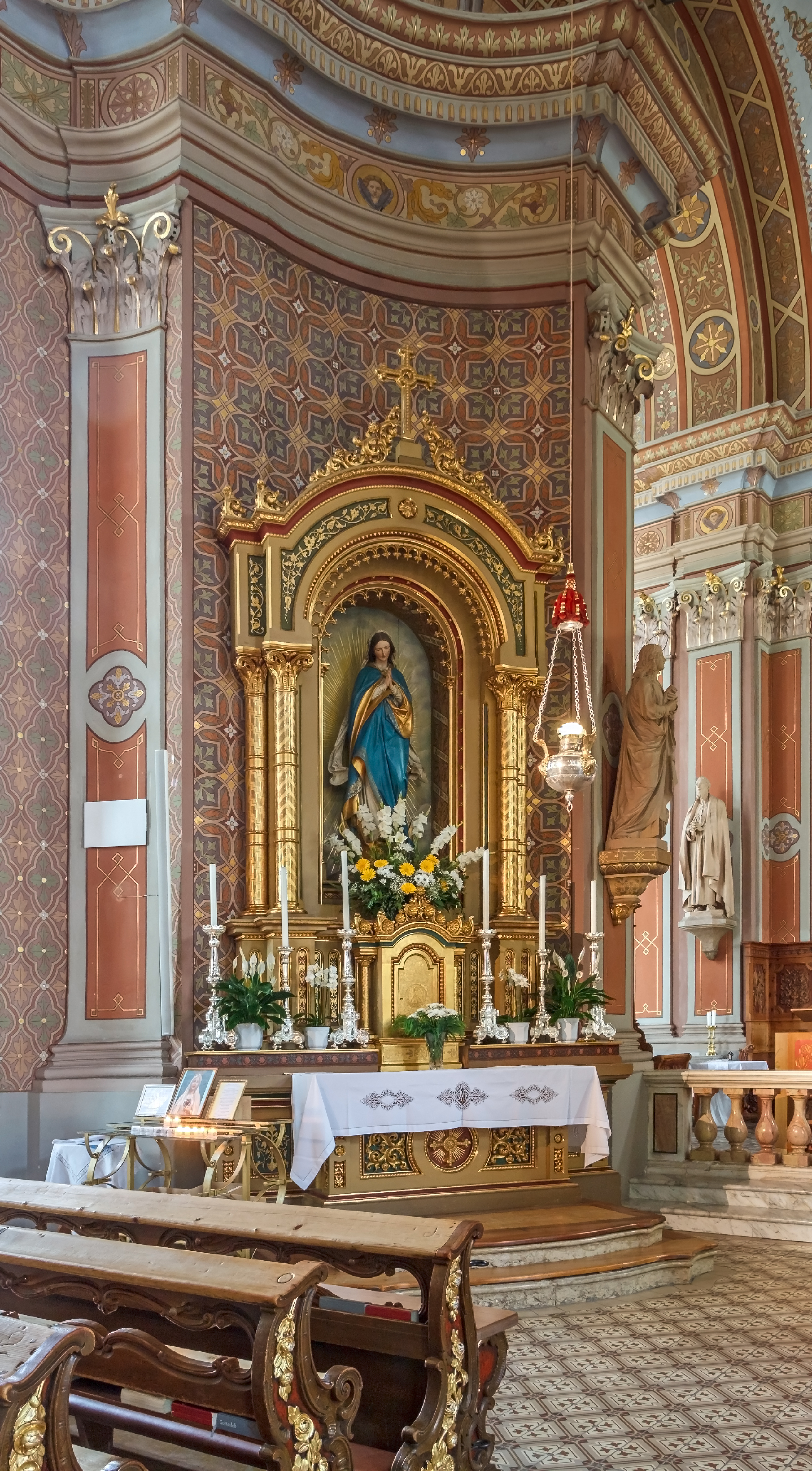
左侧祭台
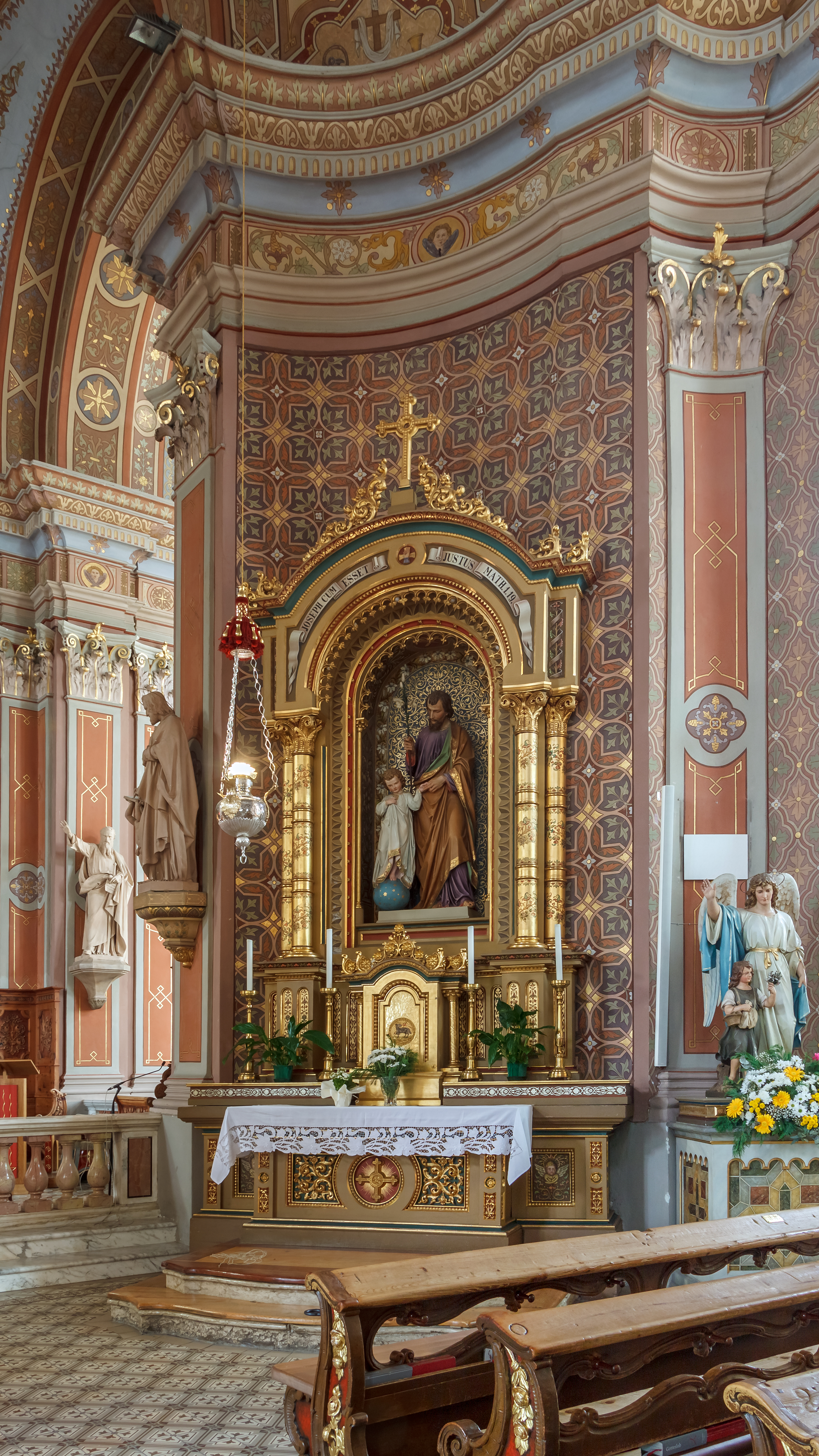
右侧祭台
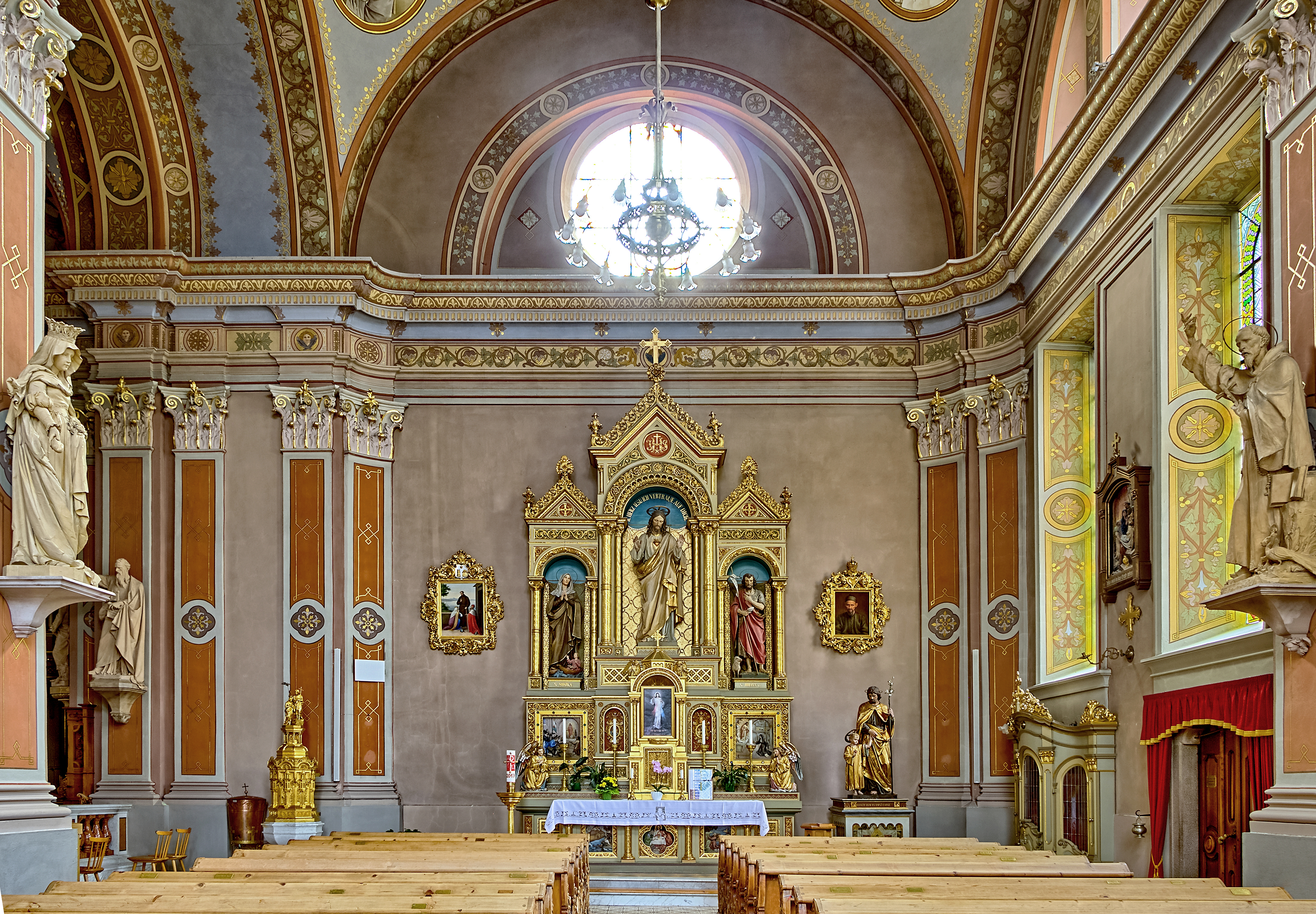
耶稣圣心小堂
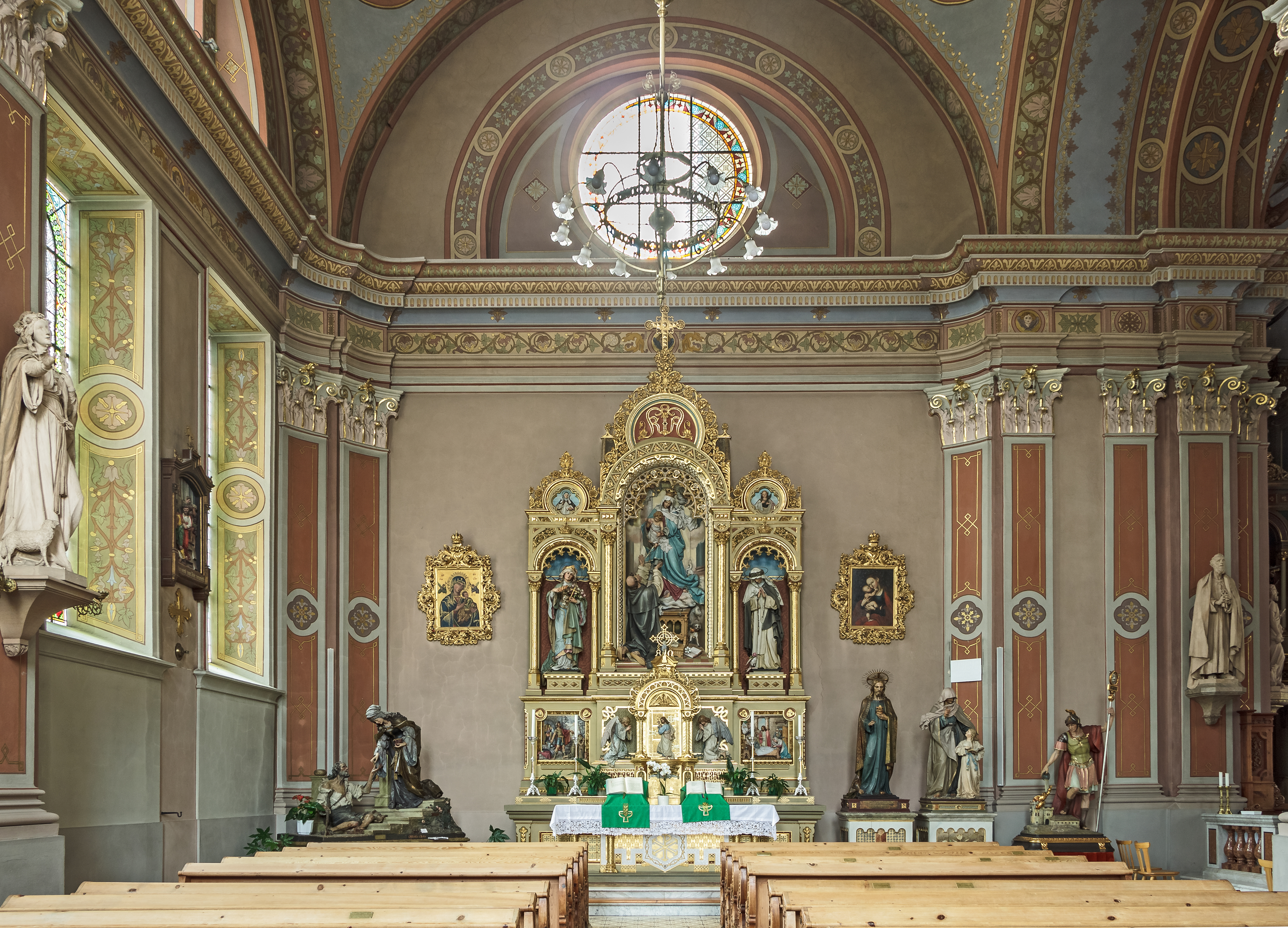
玫瑰圣母小堂
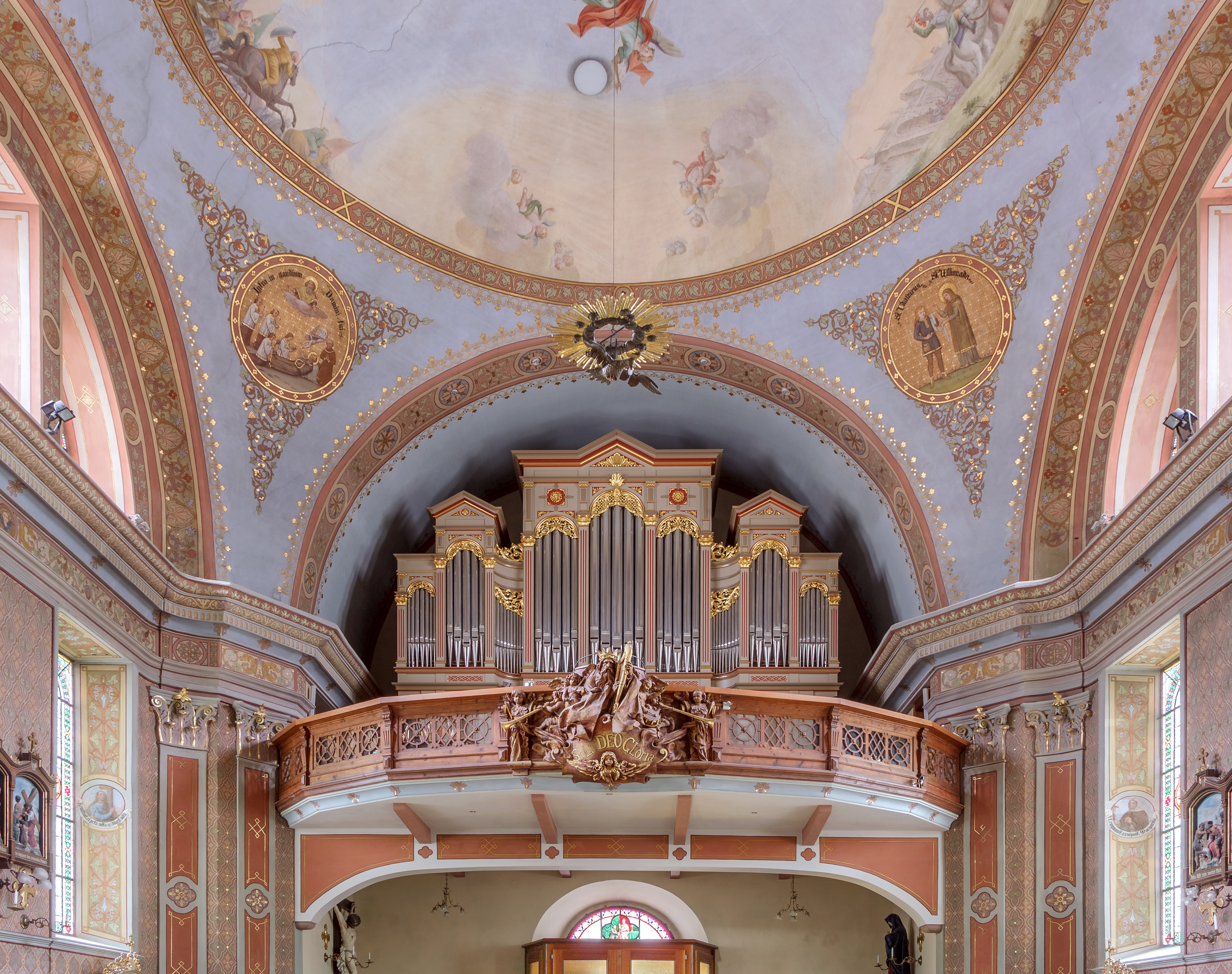
风琴台
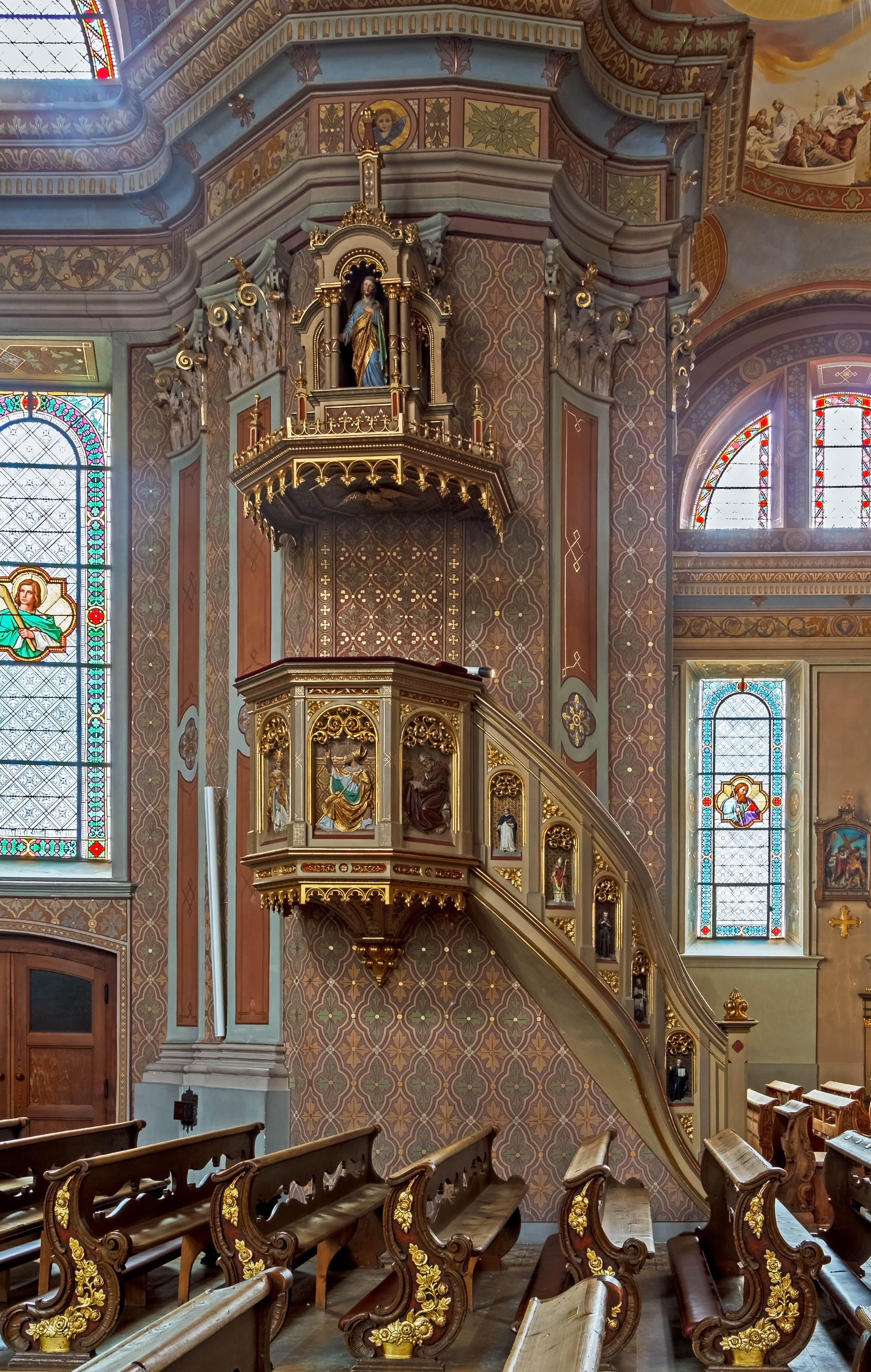
讲道坛
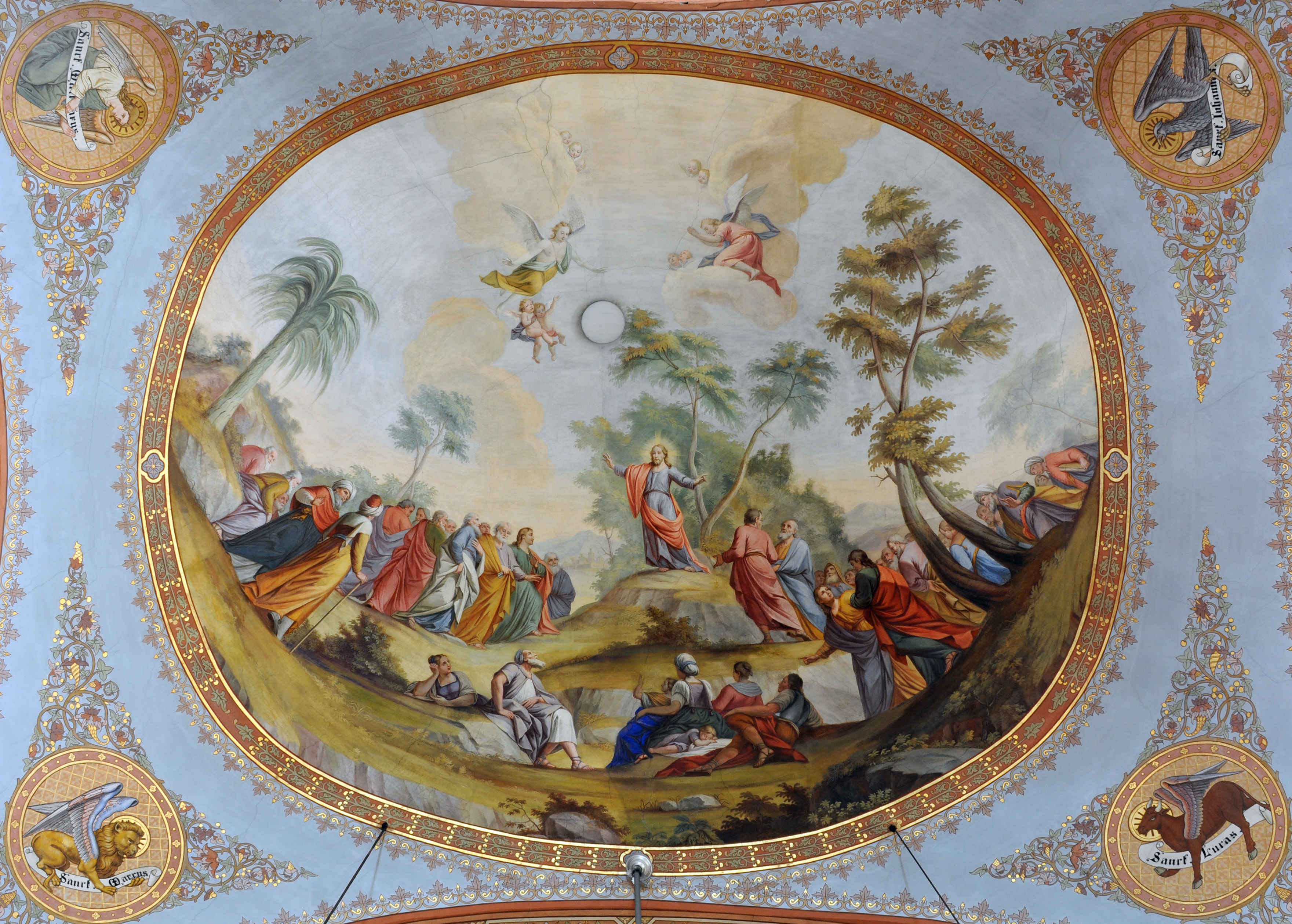
湿壁画
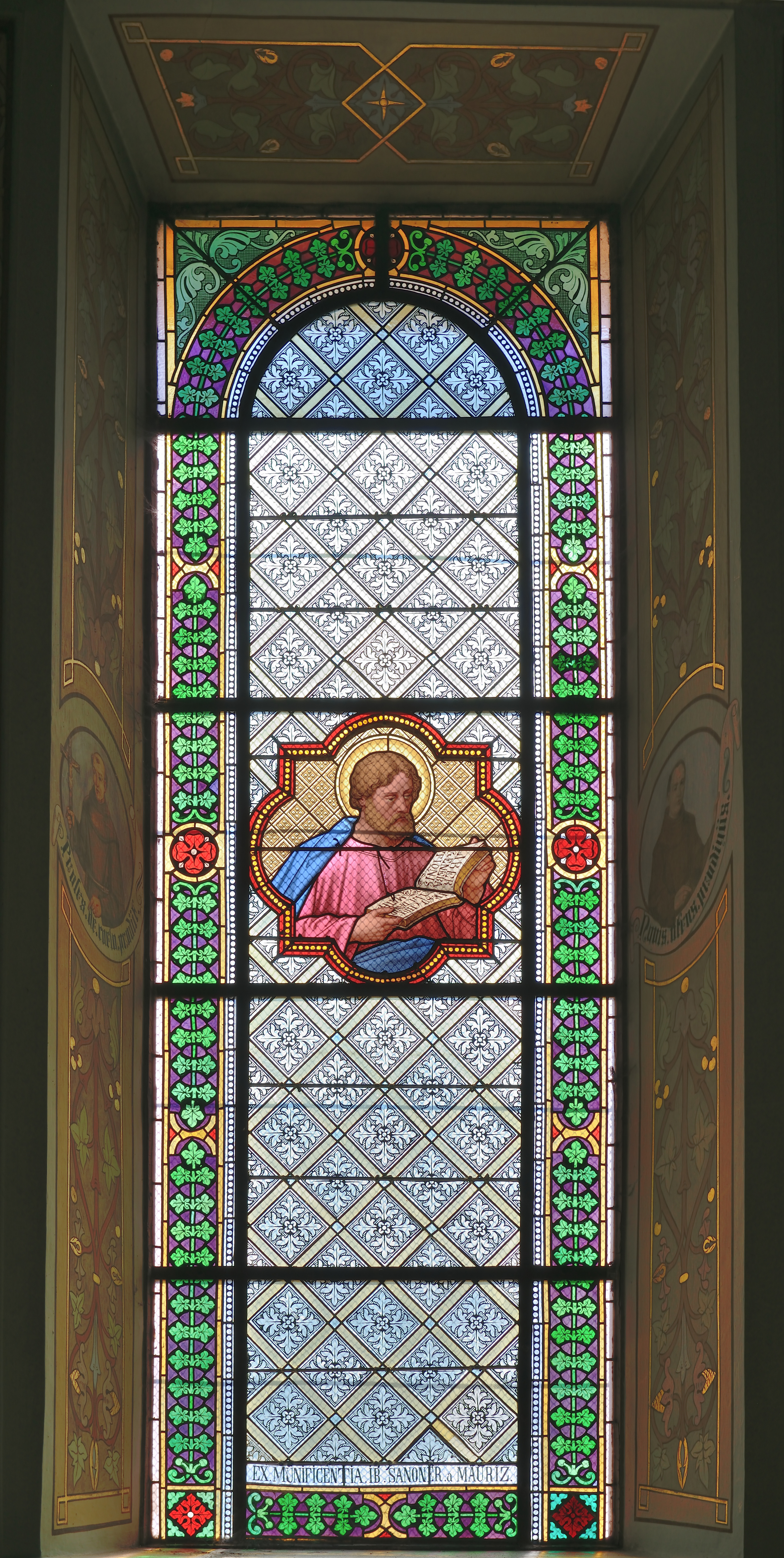
圣玛窦

## 艺术品
教堂内有大量的雕塑，大部分为木制，由加尔代纳山谷当地的艺术家雕刻。祭衣间的角落里有四尊福音传道者的石膏雕像，由约翰·多米尼克·马赫克内希特创作。
该堂的花窗玻璃是一整套系列，每扇窗都描绘一位使徒。

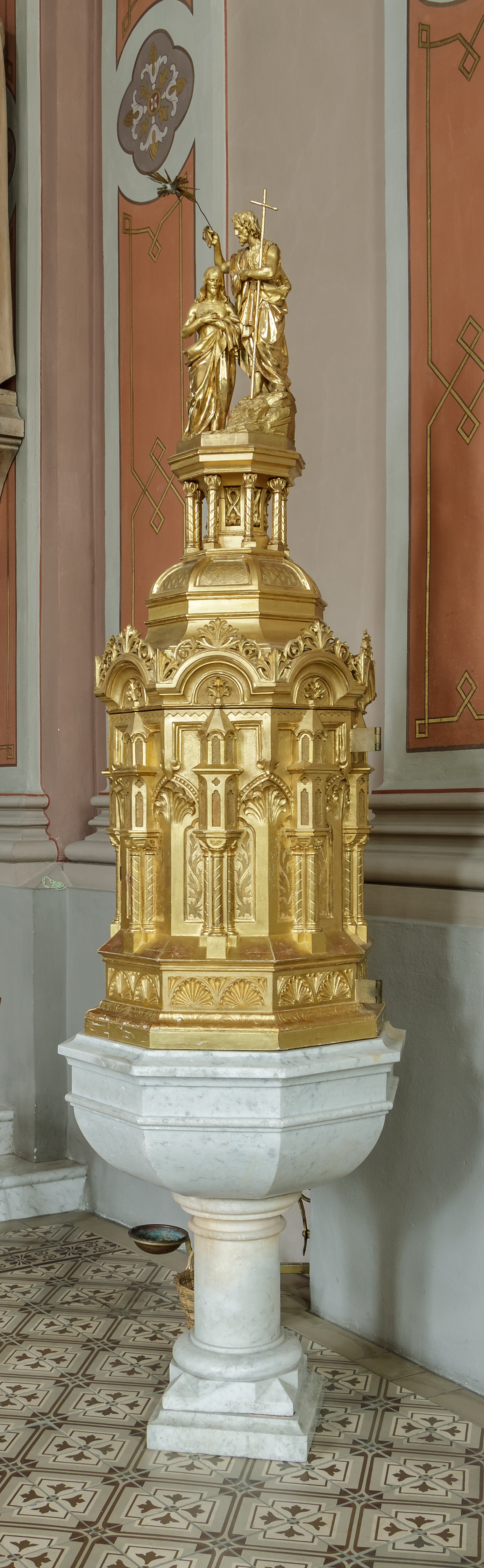
洗礼池
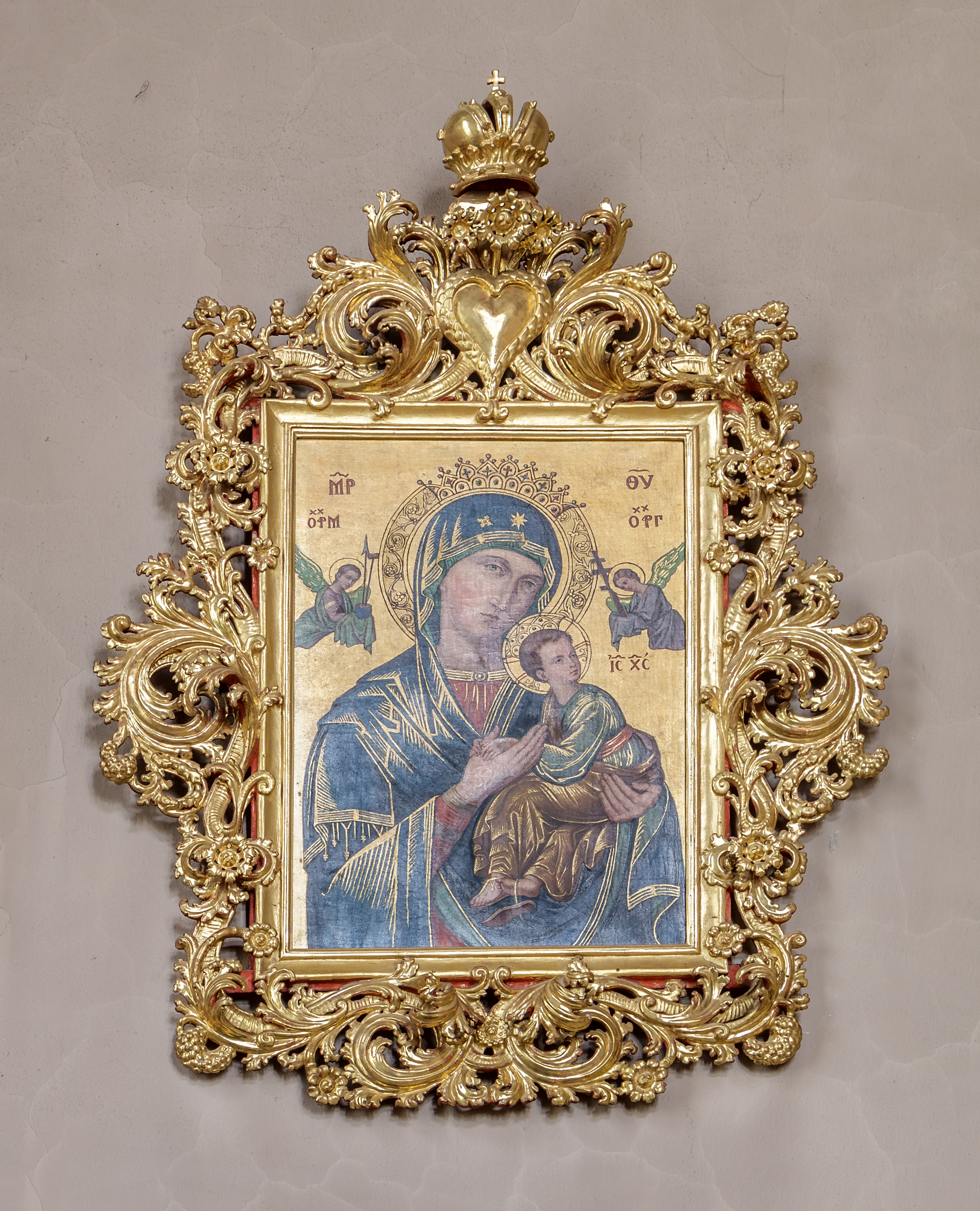
圣母子
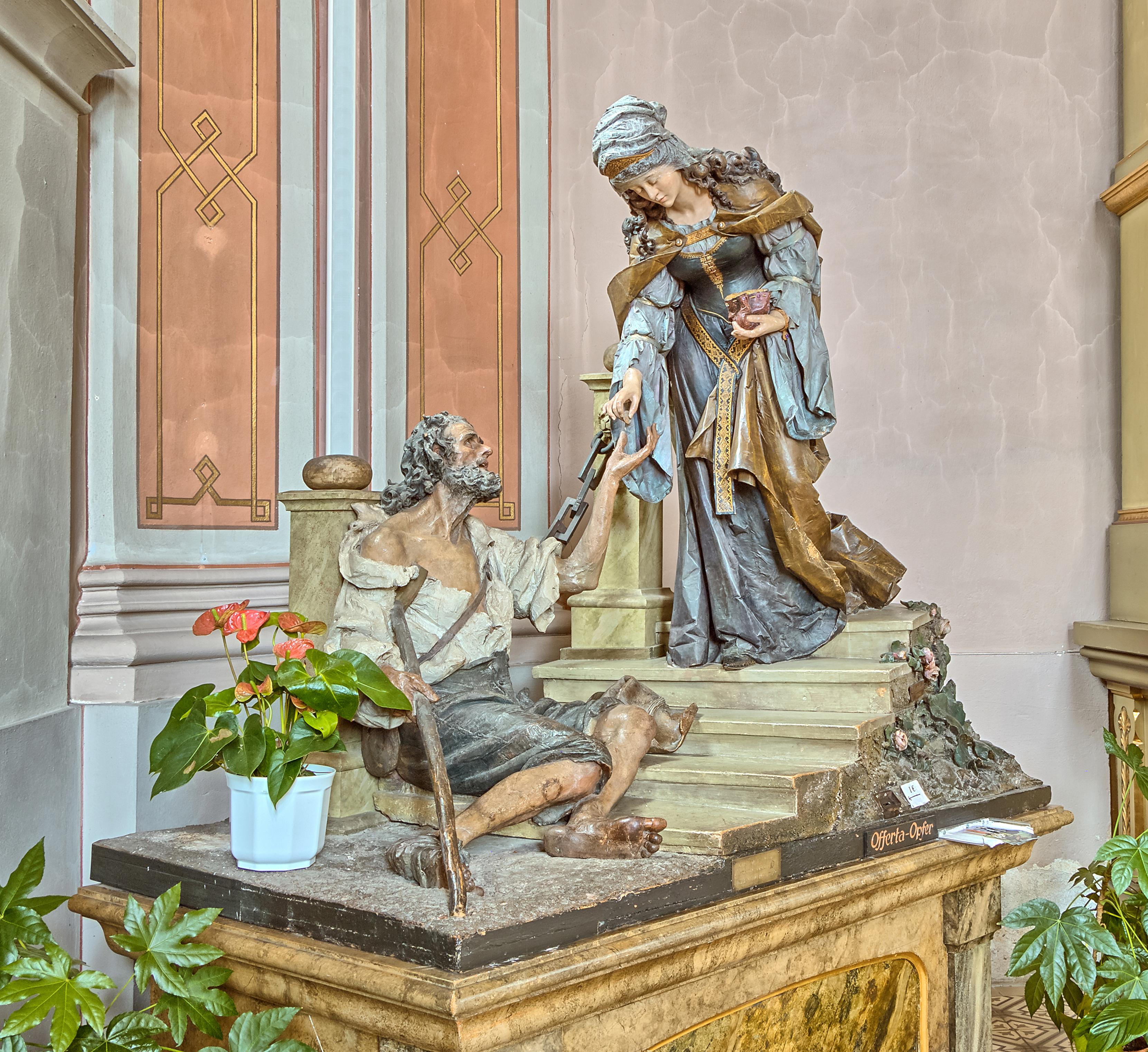
圣依撒伯尔
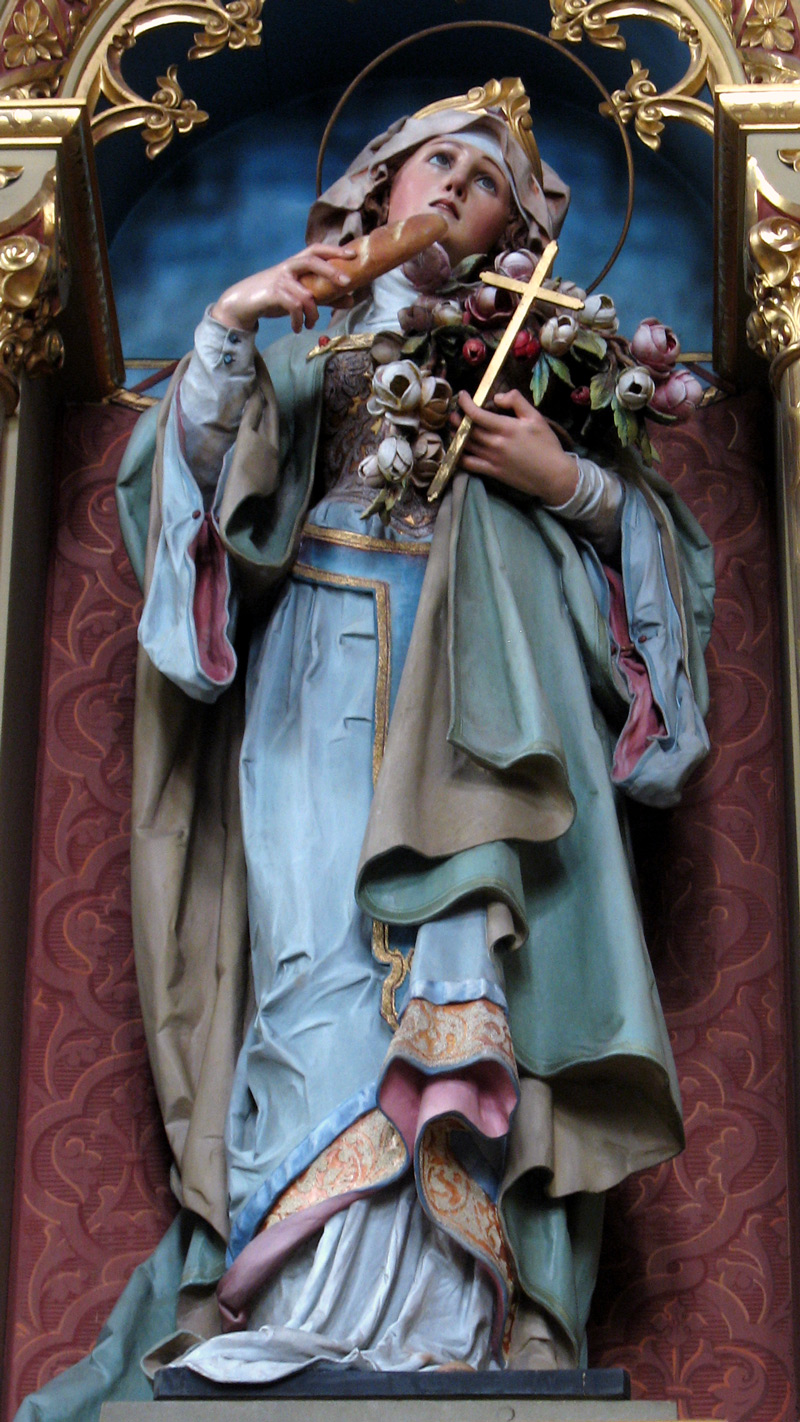
圣依撒伯尔
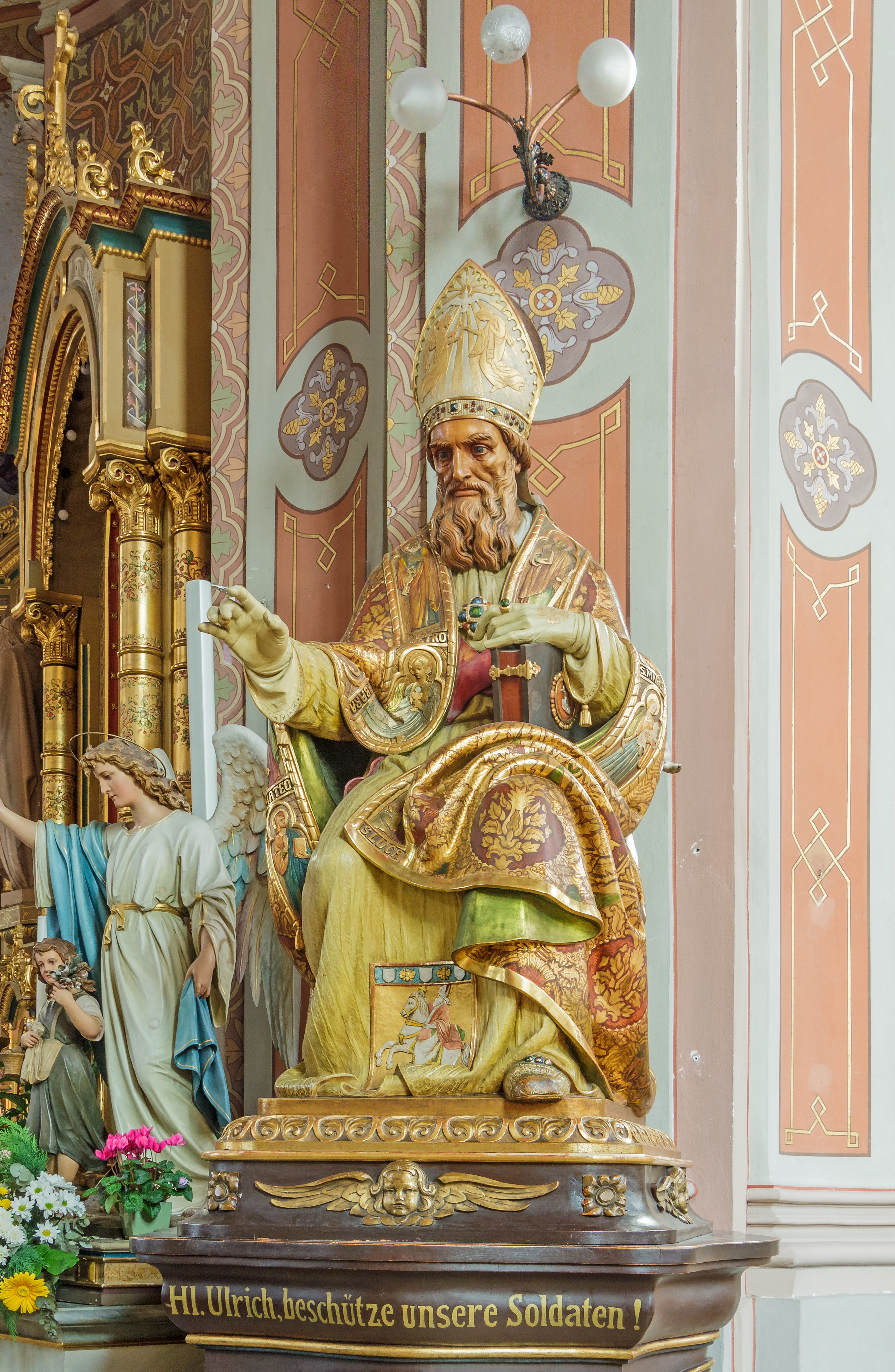
圣乌尔利希
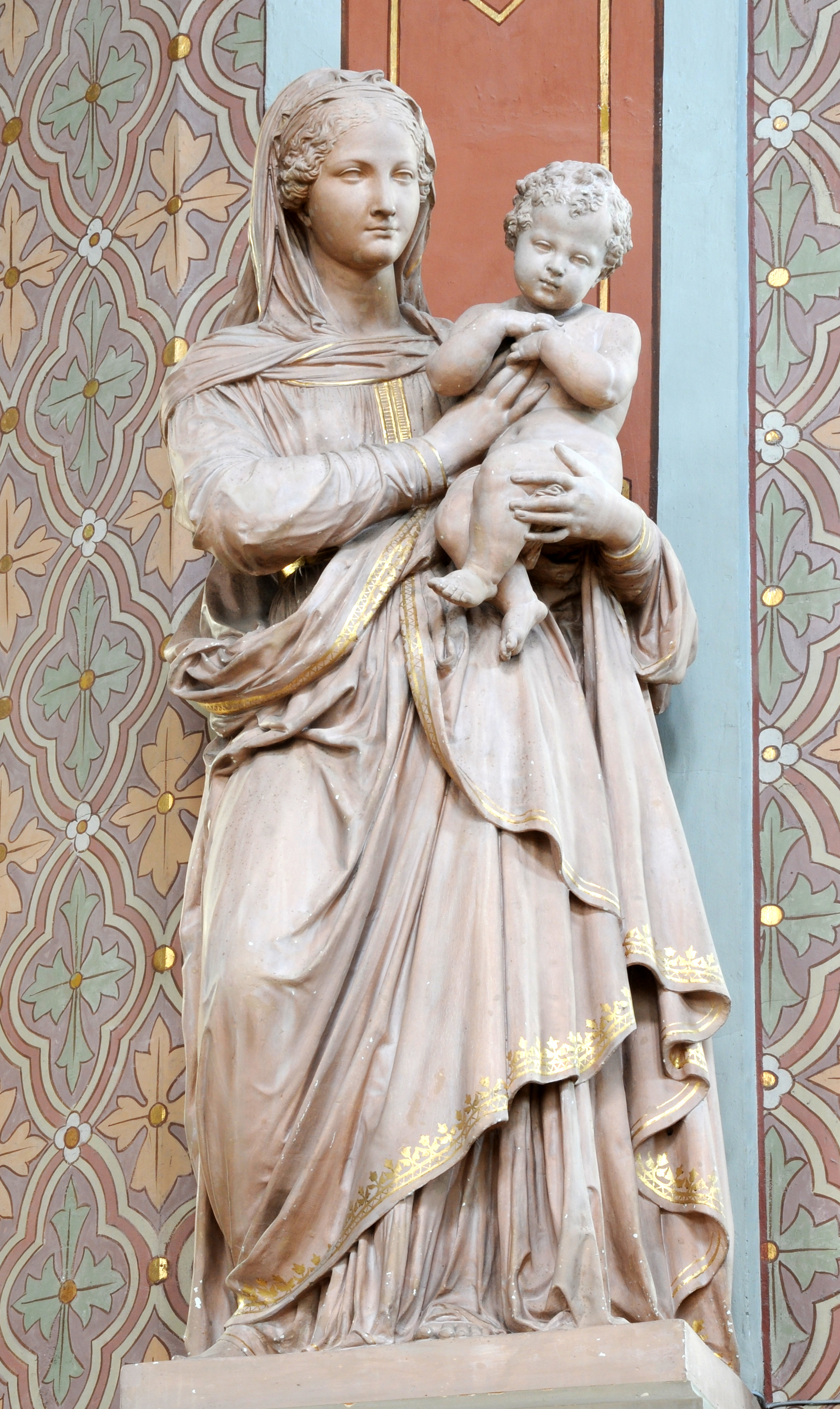
圣母子
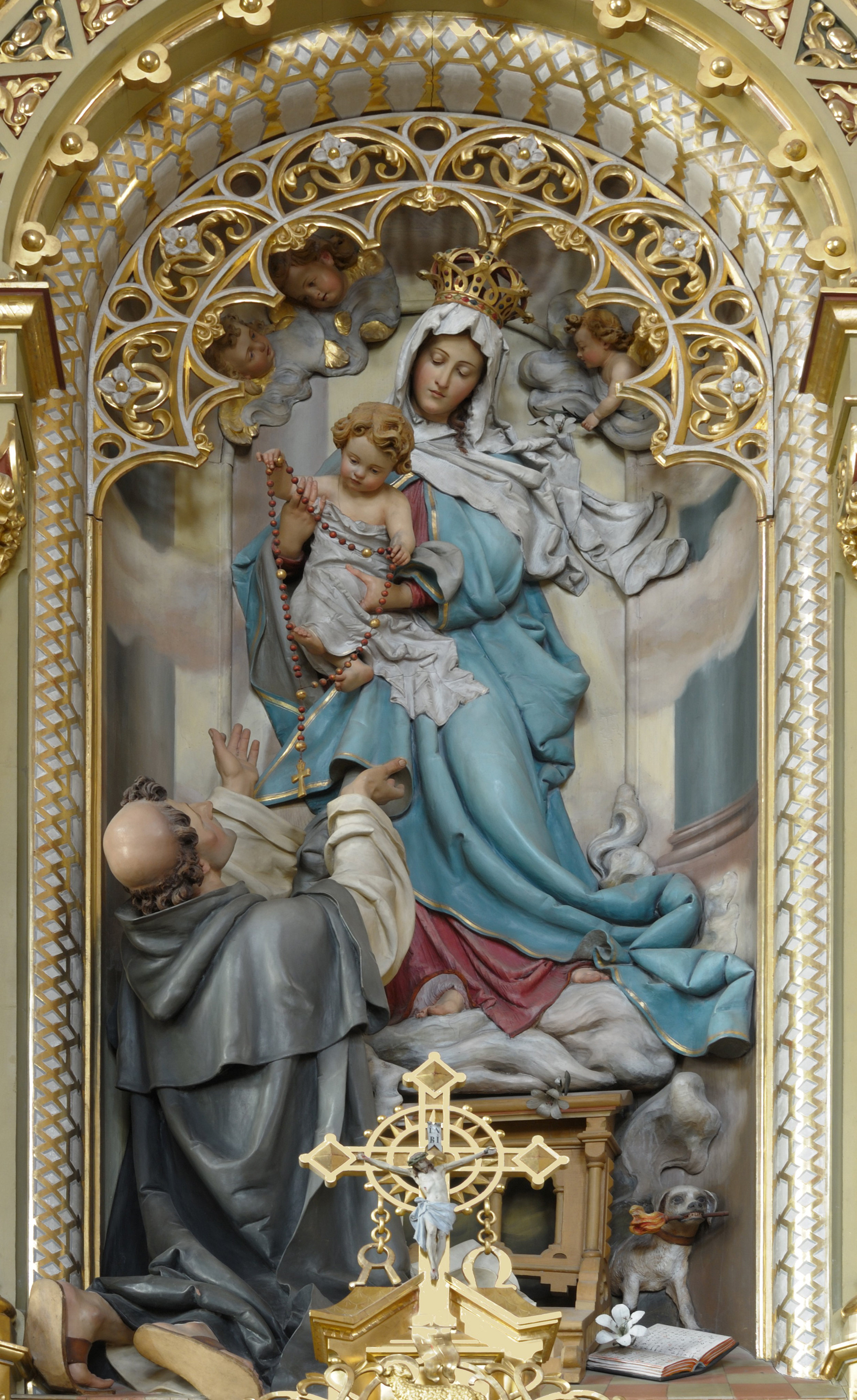
玫瑰圣母
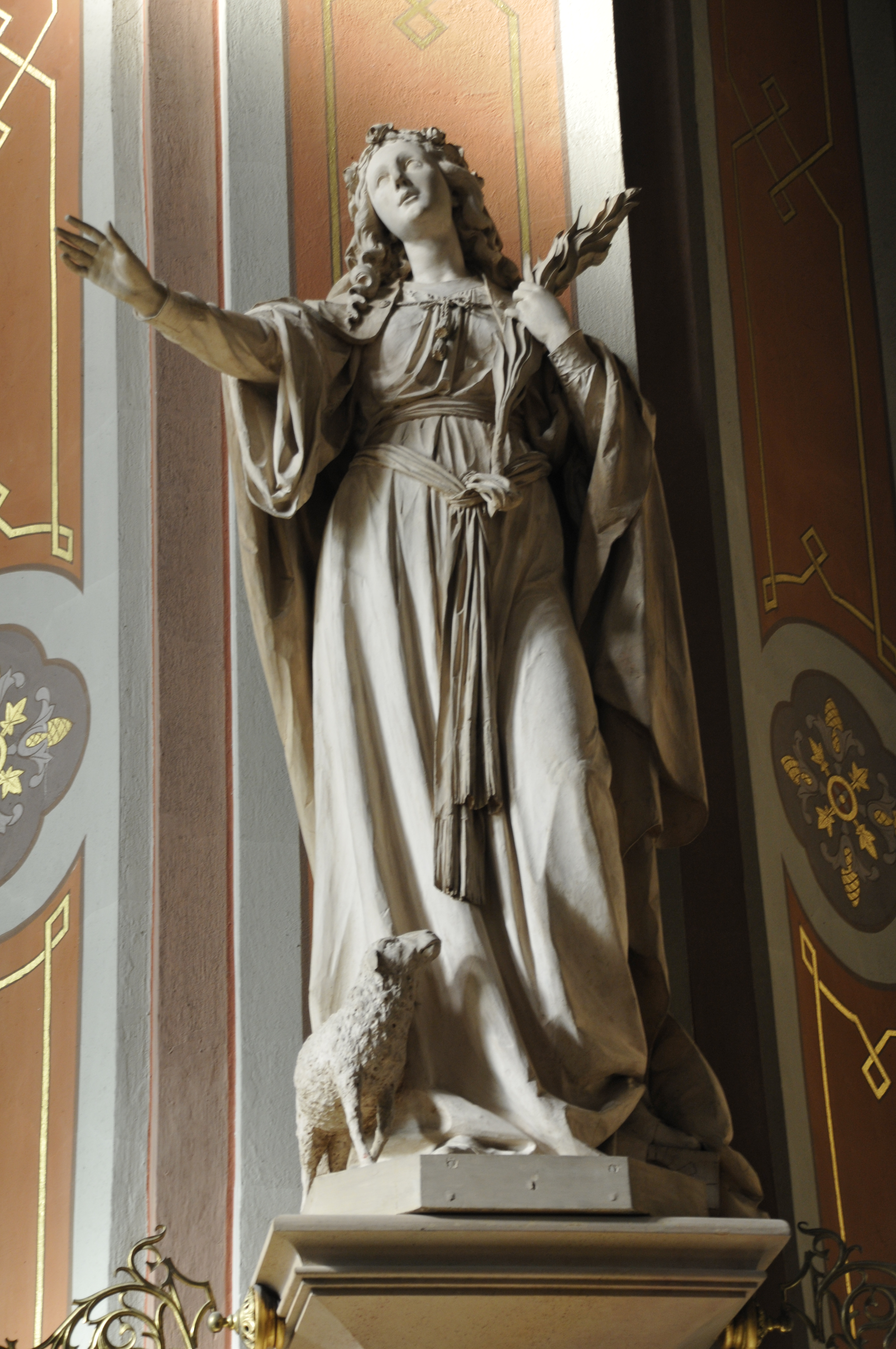
天使
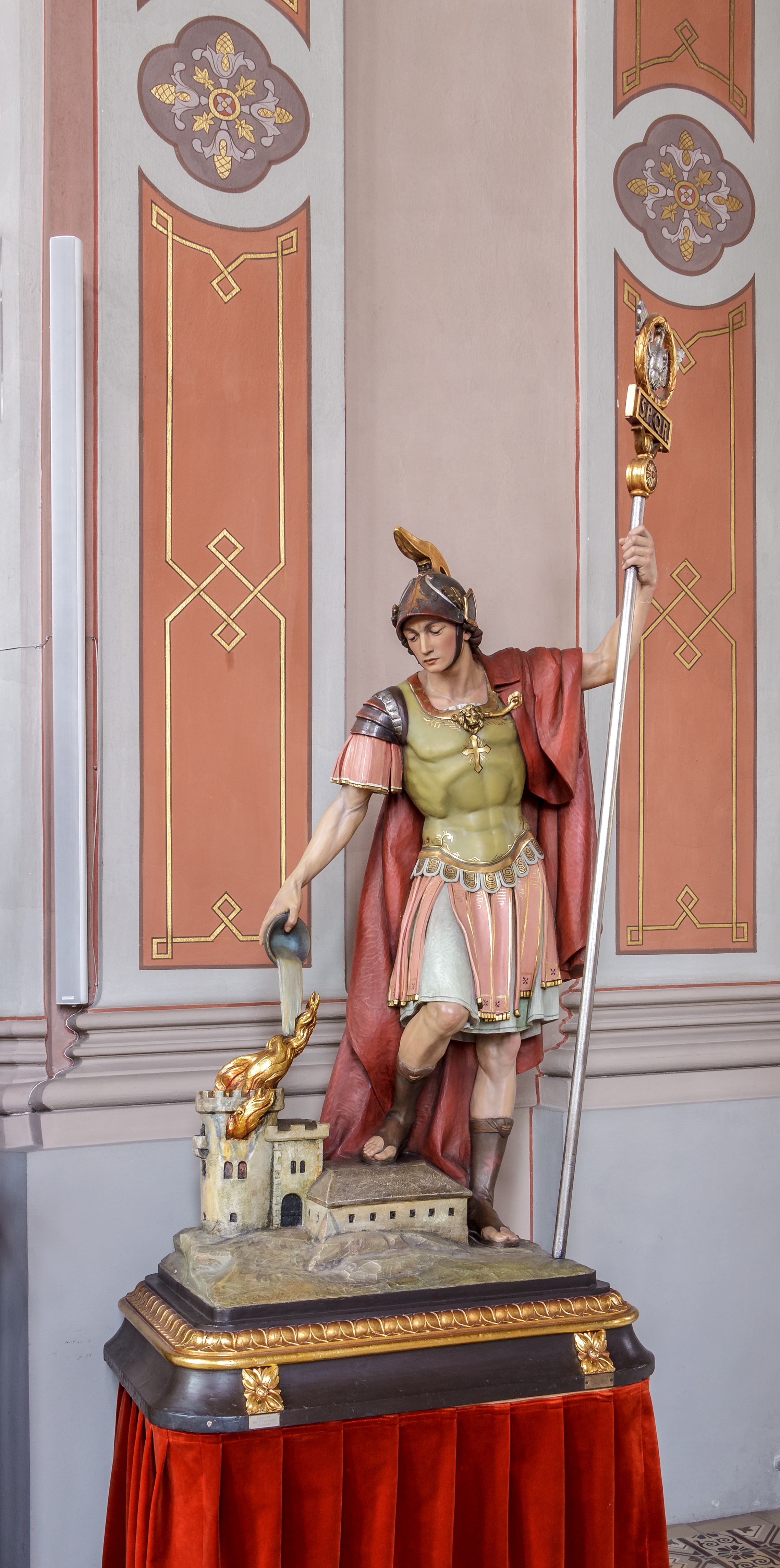
圣福里安